# O dennenboom

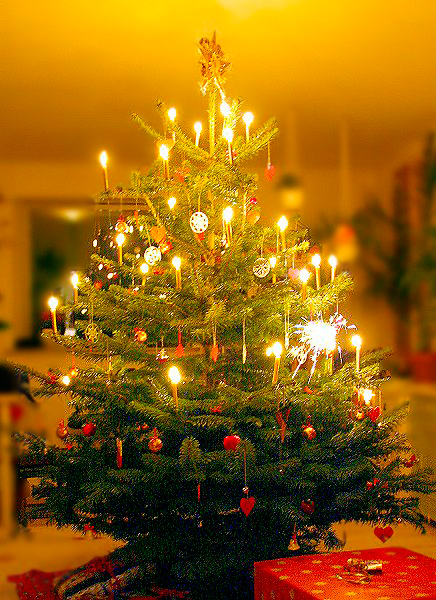
Wat zijn uw takken wonderschoon ...

O dennenboom (Duits: O Tannenbaum) is een bekend kerstlied van Duitse oorsprong.

## Geschiedenis
Het oorspronkelijke Duitstalige lied zou zijn voortgekomen uit een tekst van een zestiende-eeuws Silezisch volksliedje van de populaire componist Melchior Franck (1579–1639), Ach Tannenbaum ("Och spar"). De Duitse filoloog Georg Büchmann (1822–1884) wijst echter in zijn literaire citatenverzameling uit 1864, Geflügelte Worte, op een nog oudere bron: het lied Es hing ein Stallknecht seinen Zaum ("Daar hing een stalknecht zijn toom"), dat al tussen 1550 en 1580 de volgende strofe bevatte:
| O Tanne, du bist ein edler Zweig, Du grünest Winter und die liebe Sommerzeit Wenn alle Bäume dürre sein So grünest du, edles Tannenbäumelein |

("O spar je bent een edele tak, je kleurt groen in de winter en in de lieve zomertijd. Als alle bomen dor zijn, dan kleur je groen, edel sparrenboompje".)
De Duitser Joachim August Zarnack (1777–1827), naast predikant en weeshuisdirecteur ook verzamelaar van volksliedjes, schreef geïnspireerd door deze tekst in 1819 O Tannenbaum. Dit was een tragisch liefdeslied, waarin de spar de betrouwbaarheid symboliseert tegenover de ontrouwe minnaar.
Het lied werd pas een kerstlied toen Ernst Anschütz (1780–1861), leraar uit Leipzig, in 1824 de tekst herschreef. Hij behield het eerste vers van Zarnack en voegde er twee verzen aan toe, waarin de 'Dennenboom' als kerstboom bezongen werd. Kerstbomen waren intussen onderdeel van het kerstfeest geworden. Het eerste vers bevatte bij Zarnack de tekst Wie treu sind deine Blätter, vanwege het contrast tussen de trouwe boom en de ontrouwe geliefde. In het lied van Anschütz bleef dat gehandhaafd, tot in de twintigste eeuw de tekst Wie grün sind deine Blätter populair werd.
De melodie is van een bekend volkswijsje uit de zestiende eeuw, dat onder andere als Es lebe hoch der Zimmermannsgeselle ("Hoera voor de timmermansgezel") al vóór 1799 gezongen werd en ook als studentenlied (Lauriger Horatius: "gelauwerde Horatius") populair was.
Het kerstlied werd in vele talen vertaald, zo ook in het Nederlands. Als gevolg van dichterlijke vrijheid of wellicht eenvoudig als germanisme werd Tannenbaum hier abusievelijk vertaald als "den"(als kerstboom wordt in werkelijkheid een sparrenboom gebruikt).
Omdat het lied met zijn melodie zo bekend en eenvoudig te zingen is, worden er wereldwijd nogal eens andere teksten op de melodie gedicht. Twee voorbeelden hiervan:
- The Red Flag, het partijlied van sociaaldemocratische partijen op de Britse eilanden, waaronder de Labour Party.
- Maryland, my Maryland, in 1861 geschreven door James Ryder Randall en sinds 1939 het officiële volkslied van Maryland[10][11]; ook in sommige andere Amerikaanse deelstaten werd of wordt de melodie op deze manier gebruikt.

## Het lied
|  |  |

| De Duitse tekst van Anschütz | De Nederlandse tekst |
| --- | --- |
| O Tannenbaum, o Tannenbaum, Wie treu sind deine Blätter! Du grünst nicht nur zur Sommerzeit, Nein, auch im Winter, wenn es schneit. O Tannenbaum, o Tannenbaum, Wie treu sind deine Blätter! O Tannenbaum, o Tannenbaum, Du kannst mir sehr gefallen! Wie oft hat schon zur Winterszeit Ein Baum von dir mich hoch erfreut! O Tannenbaum, o Tannenbaum, Du kannst mir sehr gefallen! O Tannenbaum, o Tannenbaum, Dein Kleid will mich was lehren: Die Hoffnung und Beständigkeit Gibt Mut und Kraft zu jeder Zeit! O Tannenbaum, o Tannenbaum, Dein Kleid will mich was lehren! | O denneboom, o denneboom, Wat zijn uw takken wonderschoon Ik heb u laatst in 't bos zien staan, Toen zaten er geen kaarsjes aan. O denneboom, o denneboom, Wat zijn uw takken wonderschoon. |